# 拉巴谢勒里
拉巴谢勒里（法語：La Bachellerie，法語發音：[la baʃɛlʁi]）是法国多尔多涅省的一个市镇，属于萨拉拉卡内达区。

## 地理
拉巴谢勒里（45°8'45"N, 1°9'13"E）面积17.34 平方千米，位于法国新阿基坦大区多爾多涅省，该省份为法国西南部内陆省份，是法國本土面积第三大的省，大致对应佩里戈尔地区，北起顺时针与夏朗德省、上维埃纳省、科雷兹省、洛特省、洛特-加龙省、吉倫特省和滨海夏朗德省接壤。
与拉巴谢勒里接壤的市镇（或旧市镇、城区）包括：圣拉比耶、欧巴斯、佩里戈尔地区欧里亚克、阿兹拉、莱法尔日、勒拉尔丹-圣拉扎尔、佩里尼亚克。

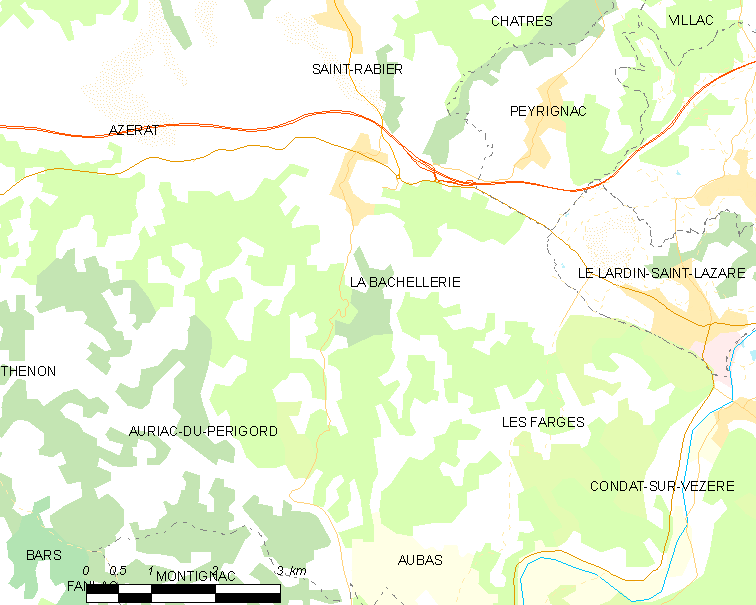
拉巴谢勒里的OSM定位图

拉巴谢勒里的时区为UTC+01:00、UTC+02:00（夏令时）。

## 行政
拉巴谢勒里的邮政编码为24210，INSEE市镇编码为24020。

## 政治
拉巴谢勒里所属的省级选区为上黑色佩里戈尔县。

## 人口

1962-2008年间拉巴谢勒里人口变化图示

拉巴谢勒里于2022年1月1日时的人口数量为895人。